# Elgouzate
Elgouzate (franska: Elgouzate (CR), Elgouzate (Commune Rurale), arabiska: برارحة) är en kommun i Marocko.   Den ligger i provinsen Taza och regionen Fès-Meknès, i den nordöstra delen av landet, 250 km öster om huvudstaden Rabat. Antalet invånare är 7 710.